# Peter Schaller
Peter Schaller (* 13. Juni 1948) ist ein deutscher Diplomat im Ruhestand.

## Leben
Nach dem Abitur wurde Schaller 1967 als Soldat auf Zeit Offizier bei der Bundeswehr und studierte im Anschluss von 1970 bis 1975 Soziologie, Psychologie und Pädagogik an der Ruhr-Universität Bochum und an der Westfälischen Wilhelms-Universität Münster. Im Anschluss war er bis 1979 Berufsberater für Abiturienten und Hochschüler bei der Bundesanstalt für Arbeit.
1979 trat er in den Auswärtigen Dienst ein und war nach Abschluss der Laufbahnprüfung für den höheren Dienst zwischen 1981 und 1982 zunächst Ständiger Vertreter des Botschafters in Togo und dann Referent an der Ständigen Vertretung bei der Europäischen Gemeinschaft (EG) in Brüssel. Daraufhin war er von 1982 bis 1985 Kulturreferent an der Botschaft in der Volksrepublik China und dann bis 1988 Referent im Referat für Staatsbesuche im Auswärtigen Amt sowie zwischenzeitlich von 1986 bis 1987 auch Wirtschaftsreferent an der Botschaft in Ungarn.
Zwischen 1988 und 1991 folgte eine Verwendung als Ständiger Vertreter des Botschafters in Kuba und danach bis 1993 als Leiter der Schutzmachtvertretung in Pjöngjang. Im Anschluss war Schaller von 1993 bis 1996 Botschafter in Turkmenistan und wurde in diesem Amt von Hans-Jürgen Keilholz abgelöst, während er bis 1999 stellvertretender Referatsleiter für Staatsbesuche im Auswärtigen Amt war.
Nach Beendigung dieser Tätigkeit war er von 1999 bis 2001 Botschafter in Kap Verde und nach seiner Rückkehr nach Deutschland bis 2004 Chef des Protokolls in der Staatskanzlei des Landes Brandenburg. 2005 folgte eine Tätigkeit als Leiter des Provinzaufbauteams und der Außenstelle Botschaft in Afghanistan in Kundus und danach von 2005 bis 2007 als Referatsleiter für Staatsbesuche im Auswärtigen Amt. Nachdem er zwischen 2007 und 2008 eine einjährige Sprachausbildung in russischer Sprache in Berlin, Bochum, Jasnaja Poljana, Nowosibirsk und Sankt Petersburg absolvierte, war er von 2008 bis 2011 Generalkonsul in Sankt Petersburg.
Ab dem 7. September 2011 war Peter Schaller als Nachfolger von Pius Fischer, der wiederum Botschafter in Montenegro wurde, Botschafter in der Mongolei. In dieser Funktion wurde er kraft Amtes auch Mitglied des Beirates des Deutsch-Mongolischen Unternehmerverbandes. Nachfolger als Generalkonsul in Sankt Petersburg wurde Benedikt Haller, der zuvor Leiter der OSZE-Mission in Belarus war. Sein Nachfolger als Botschafter in der Mongolei wurde im Sommer 2013 Gerhard Thiedemann.

## Schriften
- Nordkorea. Ein Land im Banne der Kims, Böblingen 1994, ISBN 3-925434-82-8.
- Entdeckung für Andersreisende. Die Kapverdischen Inseln. Impressionen vom Grünen Kap, Berlin 2002, ISBN 3-8280-1744-4.